# Vlkovický tunel
Vlkovický tunel je železniční tunel na katastrálním území Martinov u Mariánských Lázní na úseku železniční regionální trati Karlovy Vary – Mariánské Lázně mezi zastávkami Vlkovice–Mariánské Lázně město v km 5,991–6,232.

## Historie
V květnu 1896 vznikla akciová společnost Železnice Karlovy Vary – Mariánské Lázně, jejíž základní kapitál převyšoval jeden milión zlatých. Koncese na výstavbu byla vydána 21. května 1896, ale výstavba byla zahájena už v předstihu, 5. prosince 1895, společností Císařsko-královské státní dráhy. Náklady na výstavbu činily 10,7 miliónů korun. Trať vlastnila společnost Železnice Karlovy Vary – Mariánské Lázně. V roce 1925 byla zestátněna.
Tato železniční trať, postavená převážně v úzkém údolí řeky Teplé, překonává výškový rozdíl 334 m. Nejvyšší bod je v Ovesných Kladrubech v nadmořské výšce 710 m a nejnižší bod v Karlových Varech ve výšce 376 m n. m. Stavba byla rozdělena na sedm úseků a pracovaly na ní čtyři firmy. Na výstavbě tunelů se podílela italská firma Emillio Paletti. Trať byla dána do provozu 17. prosince 1898. 
Na trati dlouhé 54 km bylo postaveno devatenáct železničních stanic a zastávek, dvacet mostů a viaduktů a je na ní celkem sedm tunelů: Vlkovický, Dolnohamerský I, Dolnohamerský II, Dolnohamerský III, Dolnohamerský IV, Bečovský a Doubský. 
V roce 2016 byla trať rekonstruována.

## Popis
Jednokolejný tunel byl postaven v období od 10. září 1896 do 18. února 1898 pro železniční trať Karlovy Vary – Mariánské Lázně mezi zastávkami Vlkovice–Mariánské Lázně město. Byl proražen vrchem Hůrka v levostranném oblouku. Prvá část v délce 112 m má sklon 21 ‰ , pak následuje sklon 4 ‰. Výjezd je v přímém směru do levostranného oblouku. První a třetí tunelový pas je z kamenného zdiva, druhý je sanován betonem a následující dvě třetiny tunelu je ostění ze stříkaného betonu. Výjezdový pas (stejně jako výjezdový) je vyzděn z kamenných kvádrů. V tunelové troubě jsou ve skále vytesány po obou stranách čtyři záchranné výklenky.
Tunel, který leží v nadmořské výšce 645 m a svou délkou 240,90 m je nejdelším tunelem na trati, byl dán do provozu 17. prosince 1898.